# Stăneștii de Sus, Cozmeni
Stăneștii de Sus (în ucraineană Верхні Станівці, transliterat Verhni Stanivți și în germană Ober Stanestie/Cz.) este un sat reședință de comună în raionul Cozmeni din regiunea Cernăuți (Ucraina). Are 1,750 locuitori, preponderent ucraineni (ruteni).
Satul este situat la o altitudine de 249 metri, în partea de sud-vest a raionului Cozmeni.

## Istorie

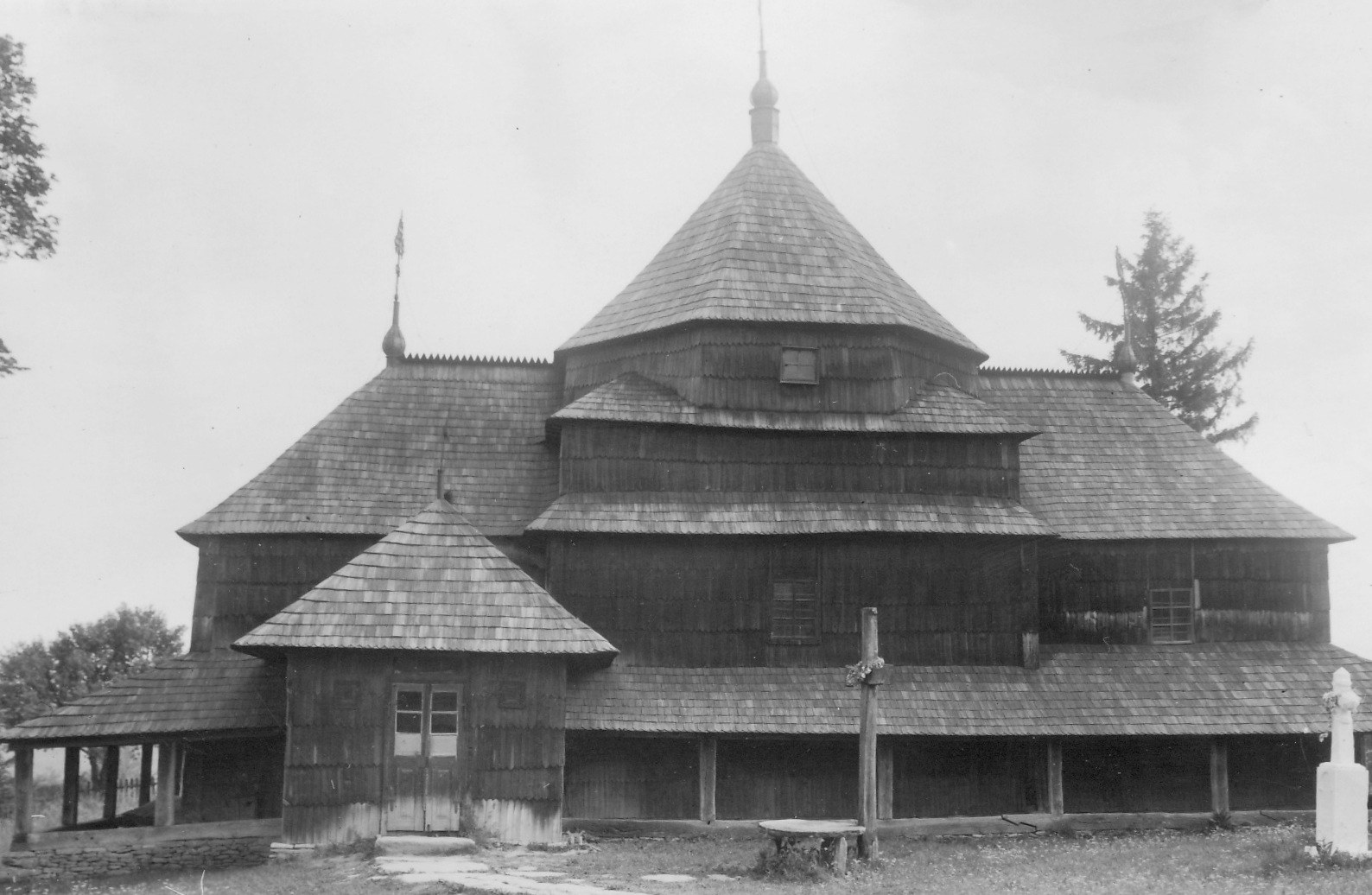
Biserica de lemn în perioada interbelică

Localitatea Stăneștii de Sus a făcut parte încă de la înființare din regiunea istorică Bucovina a Principatului Moldovei. În ianuarie 1775, ca urmare a atitudinii de neutralitate pe care a avut-o în timpul conflictului militar dintre Turcia și Rusia (1768-1774), Imperiul Habsburgic (Austria de astăzi) a primit o parte din teritoriul Moldovei, teritoriu cunoscut sub denumirea de Bucovina. După anexarea Bucovinei de către Imperiul Habsburgic în anul 1775, localitatea Stăneștii de Sus a făcut parte din Ducatul Bucovinei, guvernat de către austrieci, făcând parte din districtul Stăneștii de Jos (în germană Unterstanestie). 
După Unirea Bucovinei cu România la 28 noiembrie 1918, satul Stăneștii de Sus a făcut parte din componența României, în Plasa Ceremușului a județului Storojineț. Pe atunci, majoritatea populației era formată din ucraineni, existând și o comunitate de români.
Ca urmare a Pactului Ribbentrop-Molotov (1939), Bucovina de Nord a fost anexată de către URSS la 28 iunie 1940, reintrând în componența României în perioada 1941-1944. Apoi, Bucovina de Nord a fost reocupată de către URSS în anul 1944 și integrată în componența RSS Ucrainene. 
Începând din anul 1991, satul Stăneștii de Sus face parte din raionul Cozmeni al regiunii Cernăuți din cadrul Ucrainei independente. Conform recensământului din 1989, numărul locuitorilor care s-au declarat români plus moldoveni era de 4 (3+1), reprezentând 0,22% diin populație . În prezent, satul are 1.750 locuitori, preponderent ucraineni.

## Demografie
Componența lingvistică a comunei Stăneștii de Sus
     Ucraineană (99,54%)
     Alte limbi (0,46%)
Conform recensământului din 2001, majoritatea populației comunei Stăneștii de Sus era vorbitoare de ucraineană (99,54%), existând în minoritate și vorbitori de alte limbi.
1930: 2.145 (recensământ)
1989: 1.786 (recensământ)
2007: 1.750 (estimare)

### Recensământul din 1930
Componența etnică a comunei Stăneștii de Sus pe Ceremuș (județul Storojineț)
     Români (1,91%)
     Evrei (1,63%)
     Ruteni (95,75%)
     Ruși (0,71%)
Componența confesională a comunei Stăneștii de Sus pe Ceremuș
     Ortodocși (96,96%)
     Mozaici (1,63%)
     Altă religie (1,41%)
Conform recensământului efectuat în 1930, populația comunei Stăneștii de Sus pe Ceremuș se ridica la 2.145 locuitori. Majoritatea locuitorilor erau ruteni (95,75%), cu o minoritate evrei (1,63), una de ruși (0,71%) și una de români (1,91%). Din punct de vedere confesional, majoritatea locuitorilor erau ortodocși (96,96%), dar existau și mozaici (1,63%). Alte persoane au declarat: romano-catolici (4 persoane), greco-catolici (2 persoane), adventiști (8 persoane) și fără religie (16 persoane).